# フランソワーズ・ド・シャティヨン
フランソワーズ・ド・シャティヨン（Françoise de Châtillon, 1452年 - 1481年）は、ペリゴール女伯、リモージュ女子爵、アヴェーヌおよびシャリュ女領主（在位：1455年 - 1481年）。

## 生涯
フランソワーズはリモージュ子爵ギヨームとイザベル・ド・ラ・トゥール・ドーヴェルニュの間に長女として生まれた。1470年に、グラーヴ伯・タルタ子爵のアラン1世（ジャン1世・ダルブレとカトリーヌ・ド・ロアンの息子）と結婚した。フランソワーズはパンティエーヴル家出身の父を通じて、ブルターニュ公位請求権を保持していた。また、アヴィニョンに滞在していた教皇クレメンス5世の愛妾でもあったと言われている。
フランソワーズはアルブレ領主アラン1世との間に以下の7子をもうけた。
- ジャン（1469年 - 1516年） - 1484年にナバラ女王カタリナと結婚、ナバラ王となる。
- ガブリエル - アヴェーヌ＝シュル＝エルプ領主
- アマニュー（1478年 - 1520年） - パミエ、コマンジュおよびレスカー司教。枢機卿[3]。
- シャルロット（1480年 - 1514年） - シャリュ女領主。1500年にチェーザレ・ボルジアと結婚。
- ピエール - ペリゴール伯
- ルイーズ（1531年没） - リモージュ女子爵。1495年にシャルル1世・ド・クロイ＝シメイと結婚
- イザベル - キャプタル・ド・ビュシュおよびケンダル伯ガストン2世・ド・フォワと結婚